# Distretto di Dehkanabad
Il distretto di Dehkanabad (usbeco Dehqonobod) è uno dei 13 distretti della Regione di Kashkadarya, in Uzbekistan. Il capoluogo è Karashina.
| Controllo di autorità | VIAF (EN) 146782218 · J9U (EN, HE) 987007482438205171 |